# Fiction (album)
Fiction – ósmy album studyjny szwedzkiego Dark Tranquillity. Został wydany w kwietniu 2007 roku. Zawiera utwór Focus Shift, który jest singlem promującym Fiction.

## Lista utworów
1. „Nothing to No One” – 4:10
2. „The Lesser Faith” – 4:37
3. „Terminus (Where Death is Most Alive)” – 4:24
4. „Blind at Heart” – 4:21
5. „Icipher” – 4:39
6. „Inside the Particle Storm” – 5:29
7. „Empty Me” – 4:59
8. „Misery's Crown” – 4:14
9. „Focus Shift” – 3:36
10. „The Mundane and the Magic” – 5:17

Utwory bonusowe
- „A Closer End” (Japoński bonus) − 4:10
- „Winter Triangle” (instrumental) (Australijski bonus) − 2:18

## Skład zespołu
- Mikael Stanne – śpiew
- Niklas Sundin – gitara
- Martin Henriksson – gitara
- Michael Nicklasson – gitara basowa
- Anders Jivarp – perkusja
- Martin Brändström – instrumenty klawiszowe

## Pozycje na listach
| Lista  | Kraj    | Pozycja |
| ------ | ------- | ------- |
| Top 60 | Szwecja | 12      |